# Еколошки покрет Новог Сада
Еколошки покрет Новог Сада је десничарска организација за заштиту животне средине и духовног наслеђа у Србији, на челу са Николом Алексићем. Друштво је познато и по ширењу теорија зевере као што су кемтрејлс и ХААРП антене код Београда.
Основан је 21. априла 1990. године, на обележавање Дана планете Земље.
Покрет је организовао више јавних манифестација и скупова, међу којима су:
1. скуп против генетички модификоване хране;
2. скуп подршке породици Настић из Канаде, којима су канадске власти одузеле децу;
3. комеморативни скуп жртава НАТО агресије на Југославију;
4. конференција за новинаре поводом навода о изборној крађи на општим изборима 2012. године.

Еколошки покрет Нови Сад на нивоу града Новог Сада политички сарађује и у политичком савезништву је са Комунистима Републике Србије, једно време је сарађивала и са Новим комунистичким покретом Југославије до смене руководства Новог комунистичког покрета Југославије у Новом Саду.